# أميت باول
أميت باول (بالإنجليزية: Amit Paul)‏ هو مغني هندي، ولد في 28 ديسمبر 1982 في شيلونغ في الهند.

## وصلات خارجية
- أميت باول على موقع ميوزك برينز (الإنجليزية)